# Unione Sportiva Sassuolo Calcio 2000-2001
Questa pagina raccoglie le informazioni riguardanti l'Unione Sportiva Sassuolo Calcio nelle competizioni ufficiali della stagione 2000-2001.

## Rosa
| N. |                     | Ruolo | Calciatore             |
| -- | ------------------- | ----- | ---------------------- |
|    | Italia (bandiera)   | D     | Roberto Ardeni         |
|    | Italia (bandiera)   | C     | Carlo Ballotta (I)     |
|    | Italia (bandiera)   | A     | Gabriele Ballotta (II) |
|    | Italia (bandiera)   | C     | Fabio Battafarano      |
|    | Italia (bandiera)   | A     | Ferderico Cantoni      |
|    | Italia (bandiera)   | D     | Omar Dallari           |
|    | Italia (bandiera)   | P     | Ivan Ferrari           |
|    | Italia (bandiera)   | C     | Davide Fraccaro        |
|    | Italia (bandiera)   | C     | Arnaldo Franzini       |
|    | Italia (bandiera)   | A     | Claudio Gallicchio     |
|    | Svizzera (bandiera) | A     | Patrick Isabella       |

| N. |                   | Ruolo | Calciatore             |
| -- | ----------------- | ----- | ---------------------- |
|    | Italia (bandiera) | D     | Andrea Maccagni        |
|    | Italia (bandiera) | C     | Michele Malpeli        |
|    | Italia (bandiera) | D     | Daniele Manni          |
|    | Italia (bandiera) | D     | Sebastiano Miano       |
|    | Italia (bandiera) | D     | Ivan Carmelo Moschella |
|    | Italia (bandiera) | C     | Massimo Pellegrini     |
|    | Italia (bandiera) | D     | Emanuele Pennacchioni  |
|    | Italia (bandiera) | D     | Thomas Poletti         |
|    | Italia (bandiera) | D     | Luca Ruopolo           |
|    | Italia (bandiera) | A     | Massimo Spezia         |
|    | Italia (bandiera) | P     | Graziano Vinti         |